# 보령 성주사지 석계단
보령 성주사지 석계단(保寧 聖住寺址 石階段)은 대한민국 충청남도 보령시 성주면 성주사지에 있는 석계단이다. 1984년 5월 17일 충청남도의 문화재자료 제140호로 지정되었다.

## 개요
통일신라 때 만들어진 것으로, 성주사의 금당에 오르는 돌계단이다. 이 계단 양쪽에는 사자상을 조각하여 세워 놓았었는데 그 조각 수법이 뛰어났다. 그러나 1986년 도난당하고, 현재 것은 사진을 기초로 복원한 것이다.

## 같이 보기
- 성주사지

## 참고 자료
- 성주사지석계단 - 국가유산청 국가유산포털